# El Legitimista Español
El Legitimista Español fue un periódico editado en la ciudad argentina de Buenos Aires entre 1898 y 1912.

## Descripción
Fundado en Buenos Aires por Francisco de Paula Oller, estuvo en un principio dirigido por Luis de Mas, pero luego el propio fundador se encargó también de esta tarea. Apareció en septiembre de 1898 bajo el subtítulo de «periódico tradicionalista» y veía la luz pública mensualmente, en cuatro páginas de 41 por 30 centímetros, a tres columnas. Se imprimía en papel cuché e incluía fotograbados. Si bien no llevaba pie de imprenta, Navarro Cabanes deduce que saldría de la librería La Enciclopedia, regentada por Oller, que disponía de imprenta.
Dio a la imprenta varios números extraordinarios, incluidos uno de diez páginas con motivo del nombramiento de Oller para representar a Jaime de Borbón y Borbón-Parma, otro de treinta y seis páginas dedicado a la muerte de Carlos de Borbón y Austria-Este, con un centenar de grabados, y otro, de 10 de marzo de 1899, en honor a los mártires carlistas. Se despidió de sus lectores el 31 de enero de 1912, en el número de 174, aduciendo persecuciones a Oller, representante de Carlos y Jaime en América del Sur, por parte del gobierno. Según Navarro Cabanes, «por haber expuesto en los escaparates de su tienda objetos de la guerra carlista, armas, prendas de vestir».